# District de Zell am See
Le district de Zell am See est une subdivision territoriale du land de Salzbourg en Autriche, correspondant à la région du Pinzgau.

## Géographie

### Lieux administratifs voisins
| District de Kitzbühel (Tyrol)                     | Arrondissement de Traunstein (Bavière) | Arrondissement du Pays-de-Berchtesgaden (Bavière) |
| District de Schwaz (Tyrol)                        |                                        | District de Sankt Johann im Pongau                |
| Province autonome de Bolzano (Trentin-Haut-Adige) | District de Lienz (Tyrol)              | District de Spittal an der Drau (Carinthie)       |

## Communes
Le district de Zell am See est subdivisé en 28 communes :
- Bramberg am Wildkogel
- Bruck an der Großglocknerstraße
- Dienten am Hochkönig
- Fusch an der Großglocknerstraße
- Hollersbach im Pinzgau
- Kaprun
- Krimml
- Lend
- Leogang
- Lofer
- Maishofen
- Maria Alm
- Mittersill
- Neukirchen am Grossvenediger
- Niedernsill
- Piesendorf
- Rauris
- Saalbach-Hinterglemm
- Saalfelden
- St. Martin bei Lofer
- Stuhlfelden
- Taxenbach
- Unken
- Uttendorf
- Viehhofen
- Wald im Pinzgau
- Weißbach bei Lofer
- Zell am See